# Sojoez 27
Sojoez 27 (ook: 10560) was een Russische bemande ruimtevlucht uit 1978. Missiedoel was een koppeling uitvoeren met Saljoet 6. Het voorste koppelingsluik van het ruimtestation, dat voor problemen zorgde tijdens de missie van Sojoez 25, onderging zo nogmaals een praktijktest. Voor de eerste keer in de geschiedenis van de ruimtevaart vlogen drie aan elkaar gekoppelde ruimtevaartuigen om de Aarde.

## Reden van de missie
De bemanning van Sojoez 25 moest een noodlanding uitvoeren, toen hun geplande koppeling mislukte wegens een defect aan het koppelmechanisme. Onduidelijk bleef echter welk ruimtevaartuig voor de problemen verantwoordelijk was: Sojoez 25 zelf of Saljoet 6. Tijdens de nadering van Sojoez 26 namen de Russen daarom geen risico en meerden aan bij de achterste koppelaansluiting. Een visuele inspectie en een ruimtewandeling legden geen oorzaak bloot; Sojoez 25 was dus de waarschijnlijke oorzaak van het technische probleem. Desalniettemin voelde de vluchtleiding er weinig voor om de stationsbemanning om te laten vliegen naar de voorste koppelaansluiting; er heerste onzekerheid over de betrouwbaarheid van de koppelinstallatie. Dit leverde echter een ander probleem op.
Saljoet 6 was gebouwd voor een lange levensduur. Het was dusdanig ontworpen dat het tijdens lange missies door onbemande vrachtschepen kon worden bevoorraad. De leidingen voor het overpompen van vloeistoffen (brandstof, oxidatiemiddel en water) bevonden zich uitsluitend aan de achterkant. Daaraan zat nu Sojoez 26 gekoppeld. Om absolute zekerheid omtrent het functioneren van het voorste koppelingsluik te verkrijgen, vloog Sojoez 27 naar Saljoet 6. Vervolgens moest deze koppelen aan de verdachte aansluiting om definitief alle twijfels weg te nemen.

## Bemanning
De tweekoppige bemanning werd gevormd door gezagvoerder luitenant-kolonel Vladimir Dzjanibekov en boordwerktuigkundige Oleg Makarov. De commandant maakte zijn eerste vlucht, Makarov vloog reeds met Sojoez 12. Hun Sojoez had een gewicht van 6570 kg.

## Vluchtverloop

### Lancering en koppeling
Sojoez 27 koos het luchtruim op 10 januari 1978 met een Sojoez draagraket en steeg op vanaf Tjoeratam op Bajkonoer. Het ruimtevaartuig bereikte een baan met een apogeum van 302 km, een perigeum van 257 km en een omlooptijd van 89,9 minuten. De inclinatie bedroeg 51,6° bij een excentriciteit van 0,00338. Op 11 januari meerde het duo aan bij het voorste koppelingsluik. De koppeling zelf verliep probleemloos. Wel deed zich tijdens het aanvliegtraject een kleine afwijking voor. Sojoez 27 lag niet geheel op koers. Commandant Dzjanibekov merkte dit tijdig op maar greep niet in. Hij wou vaststellen hoe het automatisch koppelingssysteem zich in de praktijk hield. Op een afstand van slechts zeven meter tot het station corrigeerde het zichzelf en lijnde Sojoez 27 alsnog correct met Saljoet 6 uit.
Overigens was gedurende de koppeling het station tijdelijk geëvacueerd. De stationsbemanning, Joeri Romanenko en Georgi Gretsjko, kroop voor alle zekerheid in Sojoez 26 en sloot de luiken. Mocht onverhoopt decompressie plaatsvinden tijdens koppeling van Sojoez 27, dan schoot het tweetal er hun hachje tenminste niet bij in. Aangezien voor de eerste maal drie ruimtevaartuigen koppelden rezen vraagtekens of trillingen, veroorzaakt door Sojoez 27 (met zijn massa van ruim 6½ ton), geen spontane ontkoppeling van Sojoez 26 teweegbrachten.
Alle vrees bleek ongegrond. De verdachte koppelaansluiting functioneerde probleemloos en Bajkonoer gaf het vrij voor normaal gebruik. Wel "kronkelde de combinatie van drie schepen als een slang", de drie schepen draaiden verschillende kanten uit, maar deze kleine afwijkingen waren voor het blote oog onzichtbaar.

### Sociale aspecten tijdens langere missies
Romanenko en Gretsjko waren al een maand aan boord. Hoewel de twee goed samenwerkten, verschilden hun karakters hemelsbreed van elkaar. Tijdens hun vrije uurtjes gingen ze daarom vooral hun eigen gang. De aanwezige spullen voor rustperiodes, zoals het aanwezige schaakspel, waren aan hen niet besteed. Volgens TASS bracht de kalmere Gretsjko zijn vrije tijd bij voorkeur achter de patrijspoorten bij de luchtsluizen door, gewapend met schetsboek en een camera in de aanslag. Voor zover mogelijk in de beperkte ruimte, was dit het donkerste en meest "afgelegen" plekje in Saljoet 6. Zijn commandant daarentegen had de reputatie scherp uit de hoek te kunnen komen. Die verspilde zijn tijd niet aan plaatjes schieten of tekenen in een donker hoekje maar maakte zich liever nuttig. Romanenko besteedde zijn schaarse vrije tijd vooral om te controleren of alle systemen aan boord nog goed functioneerden. Langere missies namen in deze jaren een aanvang en vormden qua sociaal aspect een nog onontgonnen terrein. Daarom stuurden de Russen regelmatig bezoek naar boven; men bood zo de stationsbemanning een keuze uit verschillende gesprekspartners.
Sovjetmedia rapporteerden, dat Dzjanibekov en Makarov sneller aan gewichtloosheid wenden dan Romanenko en Gretsjko. Zij schreven dit gedeeltelijk toe aan het feit, dat de stationsbemanning hen verzekerde dat de in eerste instantie vreemde gewaarwording snel wende.

### Slijtage
Een ander aandachtspunt vormde de Sojoez zelf. Die stond maandenlang bloot aan de omstandigheden in de ruimte. Slijtage aan met name de afdichtingen van brandstoftanks en motor beperkte de inzetbaarheid tot drie maanden. Langere missies noopten de Sovjet-Unie tot het sturen van aflossing; het zenden van onbemande vrachtschepen alleen was daarom niet genoeg. Wel kwam met Sojoez 27 een einde aan de heersende praktijk dat men bezoekende schepen gedeeltelijk inzette als "kruideniervlucht", om voedingswaren te verschepen. Nog geen week nadat Dzjanibekov en Makarov terugvlogen, schreef de Sovjet-Unie geschiedenis met het automatische aankoppelen van het onbemande vrachtschip Progress 1.

### Werkzaamheden
Naast brieven en boeken voerde Sojoez 27 voedsel en uitrusting aan, waaronder de (Franse) "Cytos" proef. Dzjanibekov, elektrotechnicus, onderwierp het elektrische systeem van het station (dat pas enige maanden in bedrijf was) aan een inspectie. Tijdens het "Rezonans" experiment sprongen de vier kosmonauten op commando van de grond rond in het station. Zo ging men na, of bepaalde trillingsfrequenties gevaar opleverden voor de combinatie van drie gekoppelde toestellen. Verder fotografeerden ze het aardoppervlak, voerden astronomische experimenten uit en verrichtten waarnemingen van de zon.
Op 13 januari 1978 wisselde de bemanning stoelgedeelten en centreergewichten uit. Stoelen worden voor iedere kosmonaut individueel op maat gemaakt. Verder heeft ieder bemanningslid zijn eigen lichaamsgewicht. Indien een bemanning met een ander schip terugkeert zonder deze gewichten uit te wisselen, komt hun landingscapsule voor of na het berekende landingspunt terecht. Die afwijkingen kunnen aanzienlijk zijn en de berging urenlang vertragen; raken de kosmonauten gewond tijdens terugkeer dan levert dit onnodig risico voor hen op.

### "Trieste familieomstandigheden"
Niet ieder gerezen probleem is technisch van aard. De bezoekers hadden de weinig benijdenswaardige taak hun gastheren te informeren over het overlijden van Gretsjko's vader. Psychologen op de grond drukten hen echter op het hart, om niet meteen met de deur in huis te vallen. De man in kwestie overleed al tien dagen eerder, maar medici vreesden de kwalijke gevolgen van zo'n onheilstijding op deze lange ruimtevlucht. Gretsjko kon zijn vader pas over twee maanden de laatste eer bewijzen: welke redelijke uitweg bood dit dilemma? Nu nam de commandant zijn verantwoordelijkheid. Romanenko maakte duidelijk, dat hij zijn collega ogenblikkelijk na de landing, en niet eerder, in kennis zou stellen van het trieste nieuws.
Vele jaren later gaf Gretsjko in een interview aan, dat naar zijn mening Romanenko deze zaak op correcte wijze afhandelde en hij zijn voormalig commandant daarom niets verweet.

## Landing
Dzjanibekov en Makarov keerden in Sojoez 26 naar de Aarde terug op 16 januari 1978. Ze kwamen ± 310 km westelijk van Tselinograd neer en verbleven 5 dagen, 22 uur en 58 minuten in de ruimte. In die tijd trokken ze 94 baantjes om de Aarde. Het tweetal klauterde zelfstandig uit hun capsule en maakte een wandeling over het met sneeuw bedekte landingsterrein. Voor toekomstige missies zou de Sovjet-Unie nogmaals een beroep op beide kosmonauten doen.                        
1 ·
2 ·
3 ·
4 ·
5 ·
6 ·
7 ·
8 ·
9 ·
10 ·
11 ·
12 ·
13 ·
14 ·
15 ·
16 ·
17 ·
18A ·
18 ·
19 ·
20 ·
21 ·
22 ·
23 ·
24 ·
25 ·
26 ·
27 ·
28 ·
29 ·
30 ·
31 ·
32 ·
33 ·
34 · 
35 ·
36 ·
37 ·
38 ·
39 ·
40

T-1 ·  
T-2 ·
T-3 ·
T-4 ·
T-5 · 
T-6 ·
T-7 · 
T-8 ·
T-9 · 
T-10-1 ·
T-10 · 
T-11 ·
T-12 · 
T-13 ·
T-14 · 
T-15